# Смолины (Кировская область)
 Смолины  — деревня в Кумёнском районе Кировской области в составе Вичевского сельского поселения.

## География
Расположена на расстоянии примерно 14 км на северо-восток от районного центра поселка Кумёны.

## История
Известна с 1748 года как починок Лагуновский с населением 28 душ мужского пола, в 1764 20 жителей, в 1802 13 дворов. В 1873 в починке (Лагуновский или Смолинская) дворов 12 и жителей 93, в 1905 (деревня Смоленская) 19 и 111. в 1926 (Смолины или Лагуновский) 21 и 117, в 1950 25 и 80, в 1989 оставались 22 жителя. Настоящее название утвердилось с 1939 года.

## Население
Постоянное население составляло 39 человек (русские 92%) в 2002 году, 24 в 2010.